# Diskografie Jonas Brothers
Toto je seznam vydané diskografie americké hudební skupiny Jonas Brothers.

## Alba

### Studiová alba
| Název                                                                                   | Detaily o albu                                       | Umístění v hitparádách | Umístění v hitparádách | Umístění v hitparádách | Umístění v hitparádách | Umístění v hitparádách | Umístění v hitparádách | Umístění v hitparádách | Umístění v hitparádách | Umístění v hitparádách | Umístění v hitparádách | Prodeje                     | Certifikace                                                              |
| Název                                                                                   | Detaily o albu                                       | US                     | AUS                    | BEL                    | CAN                    | GER                    | IRL                    | ITA                    | NZ                     | SPA                    | UK                     | Prodeje                     | Certifikace                                                              |
| --------------------------------------------------------------------------------------- | ---------------------------------------------------- | ---------------------- | ---------------------- | ---------------------- | ---------------------- | ---------------------- | ---------------------- | ---------------------- | ---------------------- | ---------------------- | ---------------------- | --------------------------- | ------------------------------------------------------------------------ |
| It's About Time                                                                         | - Vydáno: 8. srpna 2006 - Vydavatelství: Columbia    | 91                     | —                      | —                      | —                      | —                      | —                      | —                      | —                      | —                      | —                      | - US: 123,000               |                                                                          |
| Jonas Brothers                                                                          | - Vydáno: 7. srpna 2007 - Vydavatelství: Hollywood   | 5                      | 43                     | 7                      | 10                     | 19                     | 14                     | 10                     | 29                     | 5                      | 9                      | - US: 2,409,000             | - RIAA: Platinum - BPI: Gold - IRMA: Gold - MC: Platinum                 |
| A Little Bit Longer                                                                     | - Vydáno: 12. srpna 2008 - Vydavatelství: Hollywood  | 1                      | 13                     | 75                     | 1                      | 26                     | 15                     | 2                      | 11                     | 3                      | 19                     | - US: 2,082,000             | - RIAA: Platinum - BPI: Gold - IRMA: Gold - MC: 2× Platinum - RMNZ: Gold |
| Lines, Vines and Trying Times                                                           | - Vydáno: 16. června 2009 - Vydavatelství: Hollywood | 1                      | 5                      | 16                     | 1                      | 56                     | 6                      | 8                      | 8                      | 1                      | 9                      | - US: 757,000               | - FIMI: Gold - IRMA: Gold - MC: Platinum - RMNZ: Gold                    |
| Happiness Begins                                                                        | - Vydáno: 7. června 2019 - Vydavatelství: Republic   | 1                      | 3                      | 8                      | 1                      | 17                     | 4                      | 28                     | 5                      | 3                      | 2                      | - US: 469,000 - CAN: 40,000 | - RIAA: Platinum - BPI: Silver - MC: 2× Platinum                         |
| The Album                                                                               | - Vydáno: 12. května 2023 - Vydavatelství: Republic  | 3                      | 20                     | 40                     | 19                     | 99                     | 55                     | —                      | 20                     | 56                     | 3                      | - US: 52,000                |                                                                          |
| Greetings from Your Hometown                                                            | - Vyjde: 8. srpna 2025 - Vydavatelství: Republic     | bude vydáno            | bude vydáno            | bude vydáno            | bude vydáno            | bude vydáno            | bude vydáno            | bude vydáno            | bude vydáno            | bude vydáno            | bude vydáno            |                             |                                                                          |
| "—" značí, že se nahrávka neumístila v hitparádách nebo v tomto území ani nebyla vydána |                                                      |                        |                        |                        |                        |                        |                        |                        |                        |                        |                        |                             |                                                                          |

### Koncertní alba
| Music from the 3D Concert Experience                                                    | - Vydáno: 24. února 2009 - Vydavatelství: Hollywood | 3 | 74 | 97 | 9 | 38 | 32 |
| Live                                                                                    | - Vydáno: 26. listopadu 2013 - Vydavatelství: Jonas | — | —  | —  | — | —  | —  |
| Live from the O2 London                                                                 | - Vydáno: 13. června 2025 - Vydavatelství: Republic | — | —  | —  | — | —  | —  |
| "—" značí, že se nahrávka neumístila v hitparádách nebo v tomto území ani nebyla vydána |                                                     |   |    |    |   |    |    |

### Soundtracky
| Název                                                                                   | Detaily o albu                                         | Umístění v hitparádách | Umístění v hitparádách | Umístění v hitparádách | Umístění v hitparádách | Umístění v hitparádách | Umístění v hitparádách | Umístění v hitparádách | Umístění v hitparádách | Umístění v hitparádách | Certifikace                               |
| Název                                                                                   | Detaily o albu                                         | US                     | AUS                    | BEL                    | CAN                    | GER                    | ITA                    | NZ                     | SPA                    | UK                     | Certifikace                               |
| --------------------------------------------------------------------------------------- | ------------------------------------------------------ | ---------------------- | ---------------------- | ---------------------- | ---------------------- | ---------------------- | ---------------------- | ---------------------- | ---------------------- | ---------------------- | ----------------------------------------- |
| Camp Rock                                                                               | - Vydáno: 17. června 2008 - Vydavatelství: Walt Disney | 3                      | 13                     | 3                      | 2                      | 9                      | 1                      | 5                      | 2                      | 13                     | - RIAA: Platinum - BPI: Gold - RMNZ: Gold |
| Jonas L.A.                                                                              | - Vydáno: 20. července 2010 - Vydavatelství: Hollywood | 7                      | —                      | 59                     | 10                     | —                      | 32                     | —                      | 51                     | 105                    |                                           |
| Camp Rock 2: The Final Jam                                                              | - Vydáno: 10. srpna 2010 - Vydavatelství: Walt Disney  | 3                      | 58                     | 10                     | 4                      | 28                     | 2                      | 22                     | 4                      | —                      | - RIAA: Gold - BPI: Silver                |
| "—" značí, že se nahrávka neumístila v hitparádách nebo v tomto území ani nebyla vydána |                                                        |                        |                        |                        |                        |                        |                        |                        |                        |                        |                                           |

### Kompilační alba
| Název                                                                                   | Detaily                                            | Umístění v hitparádách | Umístění v hitparádách | Umístění v hitparádách | Umístění v hitparádách | Umístění v hitparádách | Certifikace              |
| Název                                                                                   | Detaily                                            | US                     | AUS                    | CAN                    | IRL                    | NZ                     | Certifikace              |
| --------------------------------------------------------------------------------------- | -------------------------------------------------- | ---------------------- | ---------------------- | ---------------------- | ---------------------- | ---------------------- | ------------------------ |
| Music from Chasing Happiness                                                            | - Vydáno: 9. května 2019 - Vydavatelství: Republic | —                      | —                      | —                      | 70                     | —                      |                          |
| The Family Business                                                                     | - Vydáno: 17. února 2023 - Vydavatelství: Republic | 112                    | 84                     | 75                     | 99                     | 14                     | - RMNZ: Gold - BPI: Gold |
| "—" značí, že se nahrávka neumístila v hitparádách nebo v tomto území ani nebyla vydána |                                                    |                        |                        |                        |                        |                        |                          |

### Video alba
| Název                                     | Detaily o albu                                      | Certifikace |
| ----------------------------------------- | --------------------------------------------------- | ----------- |
| Jonas Brothers: The 3D Concert Experience | - Vydáno: 27. února 2009 - Vydavatelství: Hollywood | - BPI: Gold |

## Extended play
| Název                                                                                   | Detaily o extended play                                 | Umístění v hitparádách |
| Název                                                                                   | Detaily o extended play                                 | US                     |
| --------------------------------------------------------------------------------------- | ------------------------------------------------------- | ---------------------- |
| Be Mine                                                                                 | - Vydáno: 20. ledna 2009 - Vydavatelství: Universal     | —                      |
| iTunes Live from SoHo                                                                   | - Vydáno: 24. února 2009 - Vydavatelství: Universal     | 150                    |
| Live: Walmart Soundcheck                                                                | - Vydáno: 10. listopadu 2009 - Vydavatelství: Hollywood | 139                    |
| XV                                                                                      | - Vydáno: 26. října 2020 - Vydavatelství: Republic      | —                      |
| "—" značí, že se nahrávka neumístila v hitparádách nebo v tomto území ani nebyla vydána |                                                         |                        |

## Smíšené

### Exkluzivněstreamovací kompilace
| Název                           | Detaily                                               |
| ------------------------------- | ----------------------------------------------------- |
| Dance with Joe                  | - Vydáno: 24. července 2020 - Vydavatelství: Republic |
| At Home with Kevin              | - Vydáno: 31. července 2020 - Vydavatelství: Republic |
| Chill with Nick                 | - Vydáno: 7. srpna 2020 - Vydavatelství: Republic     |
| Set the Mood                    | - Vydáno: 11. září 2020 - Vydavatelství: Republic     |
| Chasing Happiness               | - Vydáno: 18. září 2020 - Vydavatelství: Republic     |
| Burnin It Up                    | - Vydáno: 25. září 2020 - Vydavatelství: Republic     |
| The Beginning                   | - Vydáno: 2. října 2020 - Vydavatelství: Republic     |
| Guitar Picks                    | - Vydáno: 3. října 2020 - Vydavatelství: Republic     |
| Party Starter                   | - Vydáno: 4. října 2020 - Vydavatelství: Republic     |
| Setlist: The Remember This Tour | - Vydáno: 29. října 2021 - Vydavatelství: Republic    |

## Singly

### Jako hlavní umělci
| Název                                                                                   | Rok  | Umístění v hitparádách | Umístění v hitparádách | Umístění v hitparádách | Umístění v hitparádách | Umístění v hitparádách | Umístění v hitparádách | Umístění v hitparádách | Umístění v hitparádách | Umístění v hitparádách | Umístění v hitparádách | Certifikace | Album                                              |
| Název                                                                                   | Rok  | US                     | US Pop                 | AUS                    | BEL                    | CAN                    | GER                    | IRL                    | ITA                    | NZ                     | UK                     | Certifikace | Album                                              |
| --------------------------------------------------------------------------------------- | ---- | ---------------------- | ---------------------- | ---------------------- | ---------------------- | ---------------------- | ---------------------- | ---------------------- | ---------------------- | ---------------------- | ---------------------- | --- | -------------------------------------------------- |
| "Mandy"                                                                                 | 2005 | —                      | —                      | —                      | —                      | —                      | —                      | —                      | —                      | —                      | —                      | | It's About Time                                    |
| "Kids of the Future"                                                                    | 2007 | —                      | —                      | —                      | —                      | —                      | —                      | —                      | —                      | —                      | —                      | | Robinsonovi                                        |
| "Year 3000"                                                                             | 2007 | 31                     | —                      | 72                     | —                      | —                      | —                      | —                      | —                      | —                      | —                      | - MC: Gold | Jonas Brothers                                     |
| "Hold On"                                                                               | 2007 | 52                     | —                      | —                      | 26                     | —                      | —                      | —                      | —                      | —                      | 106                    | | Jonas Brothers                                     |
| "S.O.S"                                                                                 | 2007 | 17                     | 24                     | 47                     | 8                      | 49                     | 26                     | 14                     | 29                     | —                      | 13                     | - MC: Platinum | Jonas Brothers                                     |
| "When You Look Me in the Eyes"                                                          | 2007 | 25                     | 16                     | 46                     | —                      | 30                     | —                      | —                      | —                      | —                      | 30                     | - BPI: Silver - MC: Gold | Jonas Brothers                                     |
| "Play My Music"                                                                         | 2008 | 20                     | —                      | 71                     | —                      | 22                     | —                      | —                      | 35                     | —                      | 57                     | - RIAA: Platinum - MC: Gold | Camp Rock                                          |
| "Burnin' Up"                                                                            | 2008 | 5                      | 12                     | 31                     | —                      | 14                     | 35                     | 21                     | 16                     | —                      | 30                     | - RIAA: 2× Platinum - ARIA: Gold - BPI: Silver - MC: 2× Platinum - RMNZ: Platinum                                                               | A Little Bit Longer                                |
| "Lovebug"                                                                               | 2008 | 49                     | 29                     | 94                     | —                      | 45                     | —                      | —                      | —                      | —                      | 92                     | - MC: Platinum | A Little Bit Longer                                |
| "Tonight"                                                                               | 2008 | 8                      | —                      | 97                     | —                      | 13                     | —                      | —                      | —                      | —                      | —                      | | A Little Bit Longer                                |
| "Paranoid"                                                                              | 2009 | 37                     | 27                     | 60                     | —                      | 37                     | 65                     | 27                     | 46                     | —                      | 56                     | - MC: Gold | Lines, Vines and Trying Times                      |
| "Fly with Me"                                                                           | 2009 | 83                     | —                      | —                      | —                      | —                      | 89                     | —                      | —                      | —                      | 166                    | | Lines, Vines and Trying Times                      |
| "Pom Poms"                                                                              | 2013 | 60                     | —                      | —                      | —                      | 57                     | —                      | —                      | 56                     | —                      | —                      | | LiVe                                               |
| "First Time"                                                                            | 2013 | —                      | 34                     | —                      | —                      | —                      | —                      | —                      | —                      | —                      | —                      | | LiVe                                               |
| "Sucker"                                                                                | 2019 | 1                      | 1                      | 1                      | 9                      | 1                      | 20                     | 2                      | 35                     | 1                      | 4                      | - RIAA: 5× Platinum - ARIA: 5× Platinum - BEA: Platinum - BPI: 2× Platinum - BVMI: Platinum - FIMI: Platinum - MC: 8× Platinum - RMNZ: Platinum | Happiness Begins                                   |
| "Cool"                                                                                  | 2019 | 27                     | 10                     | 54                     | —                      | 34                     | —                      | 27                     | —                      | —                      | 39                     | - RIAA: Platinum - ARIA: Gold - BPI: Silver - MC: Platinum                                                                                      | Happiness Begins                                   |
| "Only Human"                                                                            | 2019 | 18                     | 3                      | 38                     | 10                     | 18                     | —                      | 30                     | —                      | 35                     | 64                     | - RIAA: 2× Platinum - BEA: Gold - BPI: Silver - FIMI: Gold - MC: 4× Platinum - ARIA: 2× Platinum                                                | Happiness Begins                                   |
| "Lonely" (s Diplo)                                                                      | 2019 | —                      | 27                     | 40                     | —                      | 69                     | —                      | 54                     | —                      | —                      | 89                     | - RIAA: Gold - ARIA: Platinum - MC: Platinum | Diplo Presents Thomas Wesley, Chapter 1: Snake Oil |
| "Like It's Christmas"                                                                   | 2019 | 39                     | —                      | 47                     | —                      | 47                     | 27                     | 47                     | —                      | —                      | 53                     | - RIAA: Platinum - BPI: Silver - MC: Platinum                                                                                                   | Singly bez alb                                     |
| "What a Man Gotta Do"                                                                   | 2020 | 16                     | 14                     | 22                     | 21                     | 19                     | 67                     | 18                     | —                      | 31                     | 22                     | - RIAA: 2× Platinum - ARIA: Platinum - BEA: Gold - BPI: Platinum - MC: 3× Platinum                                                              | Singly bez alb                                     |
| "X" (feat. Karol G)                                                                     | 2020 | 33                     | 21                     | —                      | 19                     | 42                     | —                      | 71                     | —                      | —                      | 82                     | - MC: Gold | Singly bez alb                                     |
| "Five More Minutes"                                                                     | 2020 | —                      | —                      | —                      | —                      | —                      | —                      | —                      | —                      | —                      | —                      | | Singly bez alb                                     |
| "I Need You Christmas"                                                                  | 2020 | —                      | —                      | —                      | —                      | 88                     | —                      | 77                     | —                      | —                      | 86                     | | Singly bez alb                                     |
| "Leave Before You Love Me" (s Marshmello)                                               | 2021 | 19                     | 9                      | 26                     | 32                     | 7                      | —                      | 37                     | —                      | —                      | 24                     | - RIAA: Platinum - ARIA: 2× Platinum - BPI: Platinum                                                                                            | Singly bez alb                                     |
| "Remember This"                                                                         | 2021 | —                      | —                      | —                      | —                      | —                      | —                      | —                      | —                      | —                      | —                      | | Singly bez alb                                     |
| "Who's in Your Head"                                                                    | 2021 | 92                     | 16                     | —                      | 30                     | 69                     | —                      | —                      | —                      | —                      | —                      | | Singly bez alb                                     |
| "Wings"                                                                                 | 2023 | —                      | —                      | —                      | —                      | —                      | —                      | —                      | —                      | —                      | —                      | | The Album                                          |
| "Waffle House"                                                                          | 2023 | 57                     | 13                     | —                      | 50                     | 35                     | —                      | 21                     | —                      | —                      | 22                     | - BPI: Gold | The Album                                          |
| "Summer Baby"                                                                           | 2023 | —                      | 33                     | —                      | —                      | —                      | —                      | —                      | —                      | —                      | —                      | | The Album                                          |
| "Do It Like That" (s Tomorrow X Together)                                               | 2023 | —                      | —                      | —                      | —                      | —                      | —                      | —                      | —                      | —                      | —                      | | The Name Chapter: Freefall                         |
| "Year 3000 2.0" (s Busted)                                                              | 2023 | —                      | —                      | —                      | —                      | —                      | —                      | —                      | —                      | —                      | —                      | | Greatest Hits 2.0 (Guest Features Edition)         |
| "Strong Enough" (feat. Bailey Zimmerman)                                                | 2023 | —                      | 25                     | —                      | —                      | —                      | —                      | —                      | —                      | —                      | —                      | | Singly bez alb                                     |
| "Slow Motion" (s Marshmello)                                                            | 2025 | —                      | 37                     | —                      | 22                     | —                      | —                      | —                      | —                      | —                      | —                      | | Singly bez alb                                     |
| "I Dare You" (s Rascal Flatts)                                                          | 2025 | —                      | —                      | —                      | —                      | —                      | —                      | —                      | —                      | —                      | —                      | | Life Is a Highway: Refueled Duets                  |
| "Love Me to Heaven"                                                                     | 2025 | —                      | 35                     | —                      | 35                     | —                      | —                      | —                      | —                      | —                      | —                      | | Greetings from Your Hometown                       |
| "No Time to Talk"                                                                       | 2025 | —                      | —                      | —                      | —                      | —                      | —                      | —                      | —                      | —                      | —                      | | Greetings from Your Hometown                       |
| "—" značí, že se nahrávka neumístila v hitparádách nebo v tomto území ani nebyla vydána |      |                        |                        |                        |                        |                        |                        |                        |                        |                        |                        | |                                                    |

### Jako vedlejší umělci
| Název                                                                                   | Rok  | Umístění v hitparádách | Umístění v hitparádách | Umístění v hitparádách | Umístění v hitparádách | Umístění v hitparádách | Umístění v hitparádách | Umístění v hitparádách | Umístění v hitparádách | Umístění v hitparádách | Umístění v hitparádách | Certifikace                                    | Album         |
| Název                                                                                   | Rok  | US                     | US Pop                 | US Latin               | AUS                    | BEL                    | CAN                    | IRL                    | NZ                     | SPA                    | UK                     | Certifikace                                    | Album         |
| --------------------------------------------------------------------------------------- | ---- | ---------------------- | ---------------------- | ---------------------- | ---------------------- | ---------------------- | ---------------------- | ---------------------- | ---------------------- | ---------------------- | ---------------------- | ---------------------------------------------- | ------------- |
| "We Rock" (jako Camp Rock)                                                              | 2008 | 33                     | —                      | —                      | —                      | —                      | 41                     | —                      | —                      | —                      | 97                     |                                                | Camp Rock     |
| "We Are the World 25 for Haiti" (jako Artists for Haiti)                                | 2010 | 2                      | —                      | —                      | 18                     | 1                      | 2                      | 9                      | 8                      | 15                     | 46                     |                                                | Singl bez alb |
| "Runaway" (Sebastián Yatra, Daddy Yankee a Natti Natasha feat. Jonas Brothers)          | 2019 | —                      | —                      | 12                     | —                      | —                      | —                      | —                      | —                      | 29                     | —                      | - RIAA: 7× Platinum (Latin) - PROMUSICAE: Gold | Dharma        |
| "—" značí, že se nahrávka neumístila v hitparádách nebo v tomto území ani nebyla vydána |      |                        |                        |                        |                        |                        |                        |                        |                        |                        |                        |                                                |               |

## Promo singly
| "A Little Bit Longer"                                                                   | 2008 | 11 | — | 10 | —   | A Little Bit Longer                 |
| "Pushin' Me Away"                                                                       | 2008 | 16 | — | 17 | —   | A Little Bit Longer                 |
| "Send It On" (s Miley Cyrus, Demi Lovato a Selena Gomez)                                | 2009 | 20 | — | —  | —   | Promo singly bez alb                |
| "Bounce" (s Demi Lovato feat. Big Rob)                                                  | 2009 | —  | — | —  | —   | Promo singly bez alb                |
| "Keep It Real"                                                                          | 2009 | —  | — | —  | —   | Lines, Vines and Trying Times       |
| "L.A. Baby (Where Dreams Are Made Of)"                                                  | 2010 | —  | 1 | 92 | 175 | Jonas L.A.                          |
| "Greenlight" (ze Songland)                                                              | 2019 | —  | — | —  | —   | Promo singl bez alb                 |
| "The Beautiful Letdown (Jonas Brothers Version)" (se Switchfoot)                        | 2023 | —  | — | —  | —   | The Beautiful Letdown (Our Version) |
| "—" značí, že se nahrávka neumístila v hitparádách nebo v tomto území ani nebyla vydána |      |    |   |    |     |                                     |

## Další umístěné písně
| "We Got the Party" (Hannah Montana feat. Jonas Brothers)                                | 2007 | —   | —  | —  | 98 | —  | Hannah Montana 2                     |
| "Shelf"                                                                                 | 2008 | —   | —  | 84 | —  | —  | A Little Bit Longer                  |
| "Video Girl"                                                                            | 2008 | —   | —  | 81 | —  | —  | A Little Bit Longer                  |
| "Can't Have You"                                                                        | 2008 | —   | —  | —  | 70 | —  | A Little Bit Longer                  |
| "Got Me Going Crazy"                                                                    | 2008 | —   | —  | 80 | —  | —  | A Little Bit Longer                  |
| "Sorry"                                                                                 | 2008 | —   | —  | —  | —  | —  | A Little Bit Longer                  |
| "One Man Show"                                                                          | 2008 | —   | —  | 88 | —  | —  | A Little Bit Longer                  |
| "BB Good"                                                                               | 2008 | 88  | —  | 60 | —  | —  | A Little Bit Longer                  |
| "On the Line" (Demi Lovato feat. Jonas Brothers)                                        | 2008 | 100 | —  | —  | —  | —  | Don't Forget                         |
| "Love Is on Its Way"                                                                    | 2009 | 84  | —  | —  | 99 | —  | Music from the 3D Concert Experience |
| "World War III"                                                                         | 2009 | —   | —  | —  | —  | —  | Lines, Vines and Trying Times        |
| "Hey You"                                                                               | 2010 | —   | 1  | —  | —  | —  | Jonas L.A.                           |
| "Your Biggest Fan" (feat. China McClain)                                                | 2010 | —   | 1  | —  | —  | —  | Jonas L.A.                           |
| "Invisible"                                                                             | 2010 | —   | 2  | —  | —  | —  | Jonas L.A.                           |
| "Feelin' Alive"                                                                         | 2010 | —   | 4  | —  | —  | —  | Jonas L.A.                           |
| "Make It Right"                                                                         | 2010 | —   | 5  | —  | —  | —  | Jonas L.A.                           |
| "Fall"                                                                                  | 2010 | —   | 6  | —  | —  | —  | Jonas L.A.                           |
| "Critical"                                                                              | 2010 | —   | 7  | —  | —  | —  | Jonas L.A.                           |
| "Things Will Never Be the Same"                                                         | 2010 | —   | 8  | —  | —  | —  | Jonas L.A.                           |
| "Summer Rain"                                                                           | 2010 | —   | 14 | —  | —  | —  | Jonas L.A.                           |
| "I Believe"                                                                             | 2019 | —   | —  | —  | —  | 11 | Happiness Begins                     |
| "Used to Be"                                                                            | 2019 | —   | —  | —  | —  | 20 | Happiness Begins                     |
| "Rollercoaster"                                                                         | 2019 | —   | —  | —  | —  | 18 | Happiness Begins                     |
| "Selfish" (Nick Jonas feat. Jonas Brothers)                                             | 2021 | —   | —  | —  | —  | 23 | Spaceman                             |
| "Healing (Shattered Heart)" (s Kygo)                                                    | 2024 | —   | —  | —  | —  | 23 | Kygo                                 |
| "—" značí, že se nahrávka neumístila v hitparádách nebo v tomto území ani nebyla vydána |      |     |    |    |    |    |                                      |

## Spoluumělci
| Název                            | Rok  | Další umělec            | Album                                                  |
| -------------------------------- | ---- | ----------------------- | ------------------------------------------------------ |
| "Yo Ho (A Pirate's Life for Me)" | 2006 | —                       | Disneymania 4                                          |
| "Poor Unfortunate Souls"         | 2006 | —                       | Malá mořská víla                                       |
| "American Dragon Theme Song"     | 2006 | —                       | American Dragon: Jake Long                             |
| "Time for Me to Fly"             | 2006 | —                       | Aquamarine                                             |
| "I Wanna Be Like You"            | 2007 | —                       | Disneymania 5                                          |
| "We Got the Party"               | 2007 | Miley Cyrus             | Hannah Montana 2                                       |
| "Girl of My Dreams"              | 2007 | —                       | Disney Channel Holiday                                 |
| "That's Just the Way We Roll"    | 2008 | —                       | Radio Disney Jams 10                                   |
| "On the Line"                    | 2008 | Demi Lovato             | Don't Forget                                           |
| "We Got the Party" (Live)        | 2008 | Miley Cyrus             | Hannah Montana a Miley Cyrus: To nejlepší z obou světů |
| "Joyful Kings"                   | 2008 | —                       | All Wrapped Up                                         |
| "Live to Party"                  | 2009 | —                       | Disney Channel Playlist                                |
| "Before the Storm" (Live)        | 2009 | Miley Cyrus             | The Time of Our Lives                                  |
| "Summertime Anthem"              | 2009 | —                       | All Wrapped Up Vol. 2                                  |
| "Burnin' Up"                     | 2009 | —                       | Radio Disney Jams, Vol. 11                             |
| "Give Love a Try"                | 2010 | —                       | Radio Disney Jams, Vol. 12                             |
| "Heart and Soul"                 | 2010 | —                       | Camp Rock 2: The Final Jam                             |
| "Selfish"                        | 2021 | Nick Jonas              | Spaceman                                               |
| "Mercy"                          | 2021 | —                       | Space Jam: Nový začátek                                |
| "Healing (Shattered Heart)"      | 2024 | Kygo                    | Kygo                                                   |
| "Holiday"                        | 2024 | Jimmy Fallon            | Holiday Seasoning                                      |
| "Holiday"                        | 2024 | Jimmy Fallon, LL Cool J | Holiday Seasoning                                      |

## Videoklipy
| Název                             | Rok  | Režisér                      |
| --------------------------------- | ---- | ---------------------------- |
| "Mandy"                           | 2006 | Ondi Timoner                 |
| "Poor Unfortunate Souls"          | 2006 | —                            |
| "American Dragon Theme Song"      | 2006 | —                            |
| "I Wanna Be Like You"             | 2007 | —                            |
| "Kids of the Future"              | 2007 | Declan Whitebloom            |
| "Year 3000"                       | 2007 | Andrew Bennett               |
| "Hold On"                         | 2007 | Declan Whitebloom            |
| "SOS"                             | 2007 | Declan Whitebloom            |
| "When You Look Me in the Eyes"    | 2008 | Robert Hales                 |
| "Burnin' Up"                      | 2008 | Brendan Malloy a Tim Wheeler |
| "Lovebug"                         | 2008 | Philip Andelman              |
| "Tonight"                         | 2009 | Bruce Hendricks              |
| "BB Good"                         | 2009 | Bruce Hendricks              |
| "Love Is on Its Way"              | 2009 | —                            |
| "Bounce"                          | 2009 | JBD Productions Music        |
| "Send It On"                      | 2009 | F. Michael Blum              |
| "Paranoid"                        | 2009 | Brendan Malloy a Tim Wheeler |
| "Fly with Me"                     | 2009 | Bill Condon                  |
| "It's On"                         | 2010 | Brandon Dickerson            |
| "Pom Poms"                        | 2013 | Marc Klasfeld                |
| "First Time"                      | 2013 | ENDS                         |
| "Sucker"                          | 2019 | Anthony Mandler              |
| "Cool"                            | 2019 | Anthony Mandler              |
| "Runaway"                         | 2019 | Daniel Duran                 |
| "Only Human"                      | 2019 | Anthony Mandler              |
| "Lonely"                          | 2019 | Brandon Dermer               |
| "What A Man Gotta Do"             | 2020 | Joseph Kahn                  |
| "What a Man Gotta Do"(Vegas Ride) | 2020 | —                            |
| "X"                               | 2020 | Josh Rimmey a Zach Williams  |
| "Leave Before You Love Me"        | 2021 | Christian Breslauer          |
| "Remember This"                   | 2021 | —                            |
| "Who's In Your Head"              | 2021 | Christian Breslauer          |
| "Wings"                           | 2023 | Josh Rimmey a Zach Williams  |
| "Waffle House"                    | 2023 | Anthony Mandler              |
| "Do It Like That"                 | 2023 | Yongsoo Kwon                 |